# Juan el Evangelista
Juan el Evangelista es la denominación convencional del autor del Evangelio de Juan. La tradición le considera también autor de los demás escritos denominados joánicos, todos ellos neotestamentarios: el Apocalipsis, cuyo autor es Juan (Juan de Patmos), y tres epístolas, cuyo emisor es también Juan (1 Juan, 2 Juan y 3 Juan); aunque la exégesis moderna ha puesto en duda la atribución a la misma persona de la autoría de todo este grupo de textos, y poco puede determinarse de su personalidad, más allá de su localización temporal y cultural en el cristianismo primitivo.
Juan el Evangelista, como santo cristiano, no es diferente de la figura del apóstol Juan y de la del discípulo a quien Jesús amaba. 
Tal personaje, del que solo se tiene constancia a través del Evangelio de Juan, es también el que «estaba reclinado muy cerca de Jesús» y «se reclinó sobre Jesús» (en la iconografía se le representa a veces recostado sobre su pecho) durante la última cena, y al que Cristo encomienda a su madre durante la crucifixión. Tradicionalmente, se le considera el más joven de los apóstoles y el último en morir, a avanzada edad y por causa natural en Éfeso, en algún momento entre 95 y 97.
Más problemática es su identificación con Juan el Presbítero o Juan el Anciano, que aparece mencionado en los fragmentos de Papías.

## El Evangelio de Juan
El Evangelio de Juan era anónimo en origen, y no es seguro siquiera que el nombre del autor fuera Juan el Evangelista, aunque la tradición cristiana más antigua le asigna ese nombre desde casi el primer momento. Parece que, en todo caso, el autor o autores de este evangelio era o eran judíos que escribían para un público que no estaba familiarizado con las costumbres judías. Según la tradición, Juan lo hizo para las siete iglesias de Asia.
En cuanto a estilo, el autor (o autores) del Evangelio de Juan sería, de los cuatro evangelistas, el más poético y conceptual.
Se le considera el precedente de la teología mística cristiana.

## Iconografía
Además de atributos genéricos como el libro y la pluma, la iconografía específica de Juan como evangelista incluye la llamada águila de San Juan, que le distingue de los otros tres. Junto con ellos forma el tetramorfos, que muy a menudo, en el arte medieval, rodean al Pantocrátor. Un rasgo físico que convencionalmente se atribuye a Juan, y que permite distinguirle de los otros apóstoles, es que se le suele representar con aspecto más juvenil que a los demás, y a menudo imberbe, mientras los otros suelen ser representados con barba.

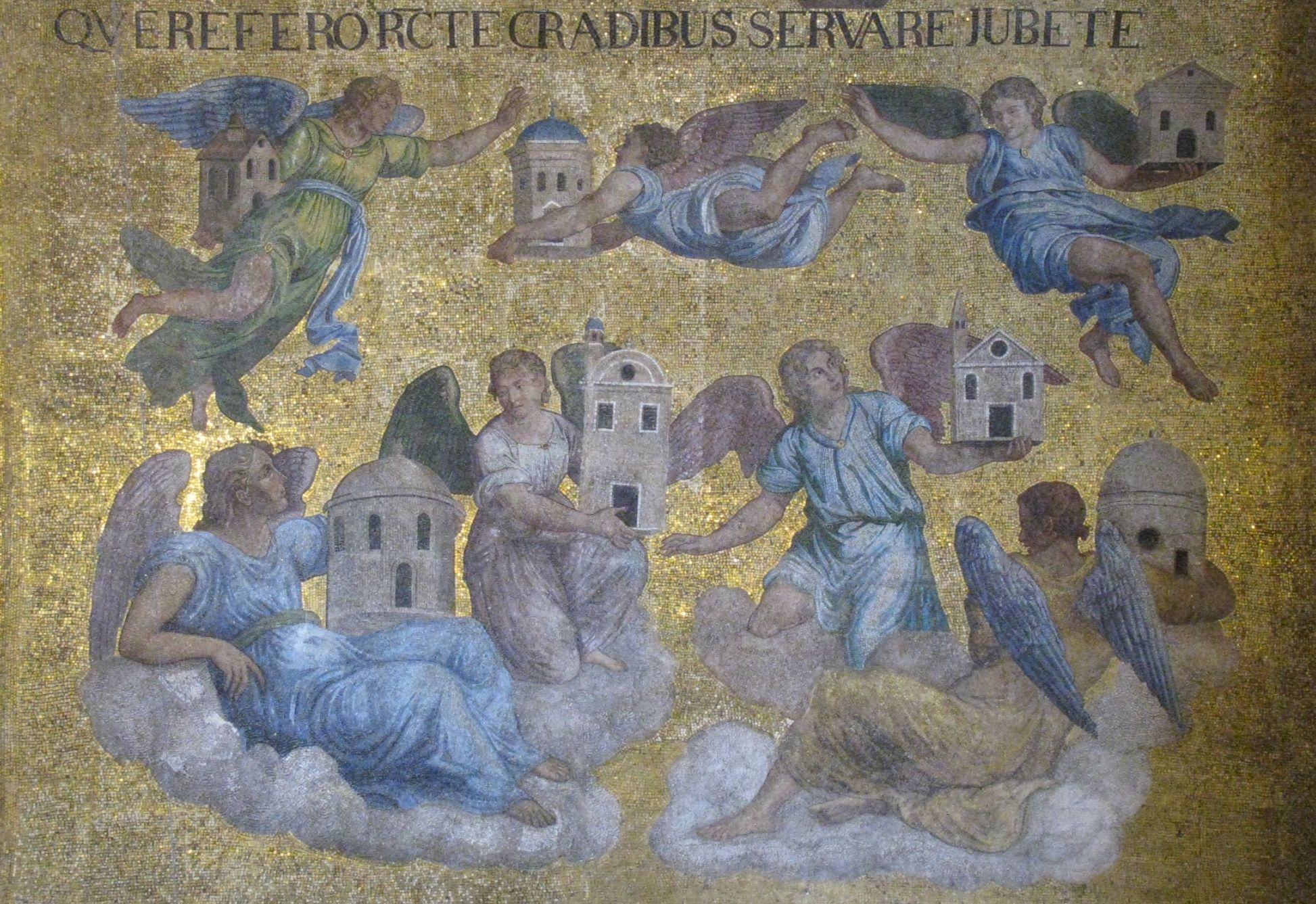
Las siete iglesias de Asia en un mosaico de San Marcos de Venecia.

Las leyendas contenidas en el apócrifo Hechos de Juan influyó en su iconografía medieval. Así, solía portar como atributo un cáliz, a menudo con una serpiente emergiendo de él, siguiendo la historia de los Hechos donde fue desafiado a beber de una copa envenenada para demostrar su poder y, tras orar, bebió y el veneno resultó inofensivo. También el cáliz puede servir como alusión a La Última Cena, o a las palabras de Jesús dirigidas a Juan y Santiago: "Mi cáliz ciertamente beberéis".